# Liohippelates tibialis
Liohippelates tibialis är en tvåvingeart som beskrevs av Oswald Duda 1930. Liohippelates tibialis ingår i släktet Liohippelates och familjen fritflugor. Inga underarter finns listade i Catalogue of Life.